# 洲本市立由良中学校
洲本市立由良中学校（すもとしりつ ゆらちゅうがっこう）は、兵庫県洲本市にある公立中学校。

## 校訓
- 自主・協同

## 学区
- 洲本市立由良小学校

## 年間行事
- 4月 - 入学式、柏原山ハイキング
- 5月 - トライやる・ウィーク、修学旅行
- 6月 - （修学旅行）
- 9月 - 保育所・小学校・中学校 合同体育会
- 11月 - 文化祭
- 1月 - 成ヶ島クリーン作戦
- 3月 - 卒業式

## 部活動
- 卓球部
- 陸上競技部
- 美術部

## 学校周辺
- 由良港
- 成ヶ島
- 生石鼻

## 卒業生
- 増田達至 - プロ野球選手、埼玉西武ライオンズ。

## 通学区域が隣接している学校
- 洲本市立洲浜中学校
- 洲本市立青雲中学校
- 南あわじ市・洲本市小中学校組合立広田中学校
- 南あわじ市立三原中学校
- 南あわじ市立南淡中学校